# عائشة بنت المعمورة
عائشة بنـور هي كاتبة وصحفية جزائرية، ولدت سنة 1970 بدائرة الحساسنة، ولاية سعيدة بالغرب الجزائري.ترجمت أعمالها إلى اللغات الفرنسية والإنجليزية الإسبانية. حاصلة على باكالوريوس في علم النفس من جامعة الجزائر، كما تمارس الكتابة الصحفية بجريدة الوسط الجزائرية.

## مؤلفات
الروايات:
- الصوت والصدى(2006)
- اعترافات امرأة (2007)
- نساء في الجحيم (2017)
- صقوط فارس الأحلام (2009)
- الزنجية (دار خيال لنشر)

كتب:
- قراءات سيكولوجية في روايات وقصص عربية (2004)
- نساء يعتنقن الإسلام (1996)
- المرأة الجزائرية وثورة التحرير نضال الحرية
- حكايات شعبية جزائرية (من 06 أجزاء رفقة الأديب" رابح خــدوسي")
- موسوعة العلماء والأدباء الجزائريين (مساهمة رفقة أدباء آخرين)
- الأمثال الشعبية الجزائرية (مساهمة رفقة أدباء آخرين)

المجموعات القصصية:
- قصة السفينة
- عذرية وطن كسيح (2002)
- الموؤدة تسأل فمن يجيب؟ (2003)
- مخالب (2004)
- أنين عاشقة (2006)
- لست كباقي النساء (2019)
- سلسلة حكايات شعبية
- أبو راس الناصري
- بطلات الجزائر
- الفرسان السبعة
- الأميرة السجينة
- بنت السلطان
- الشيخ ذياب
- بقرة اليتامى
- لونجا